# Máquina de sumar

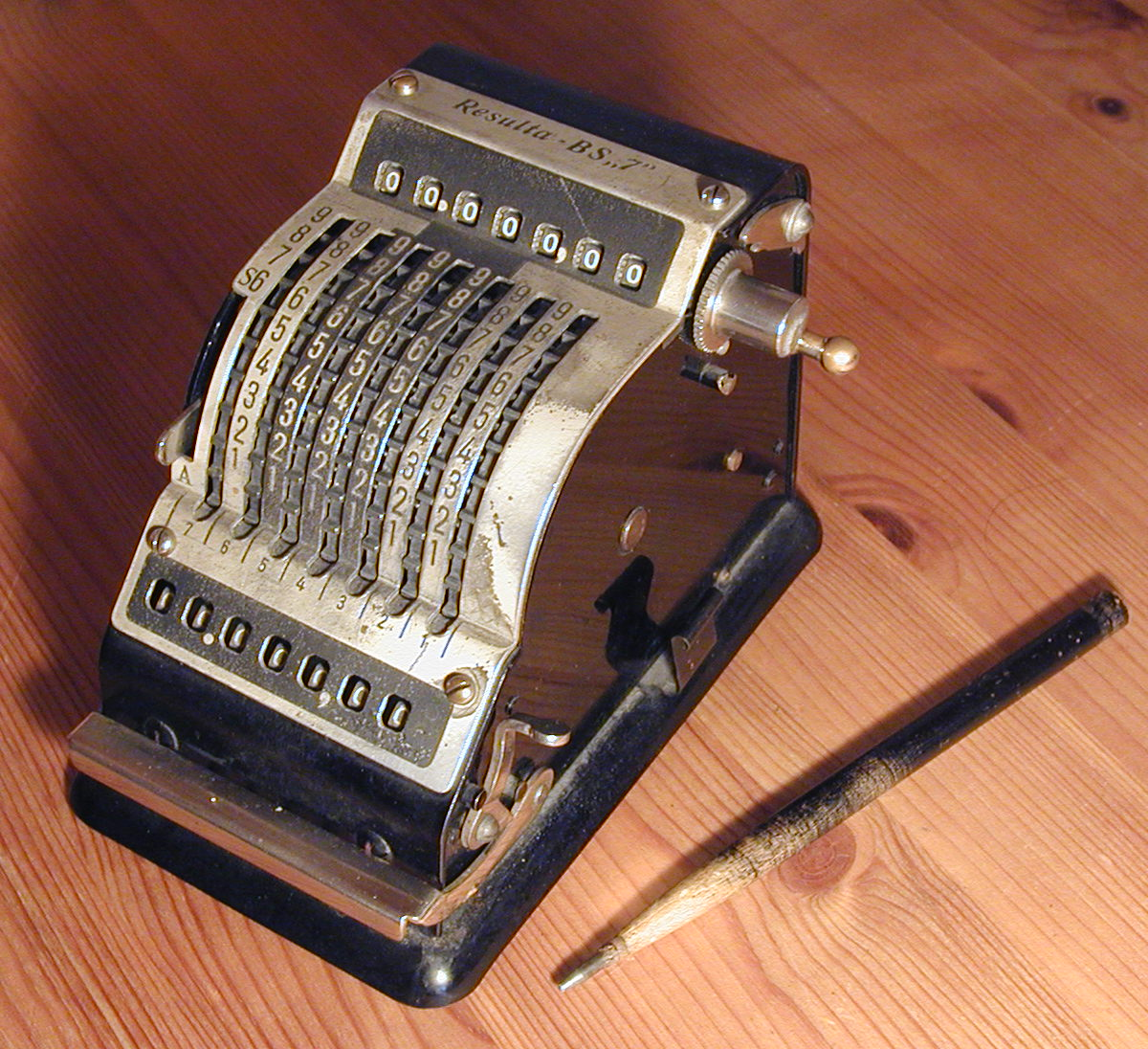
Máquina de sumar.

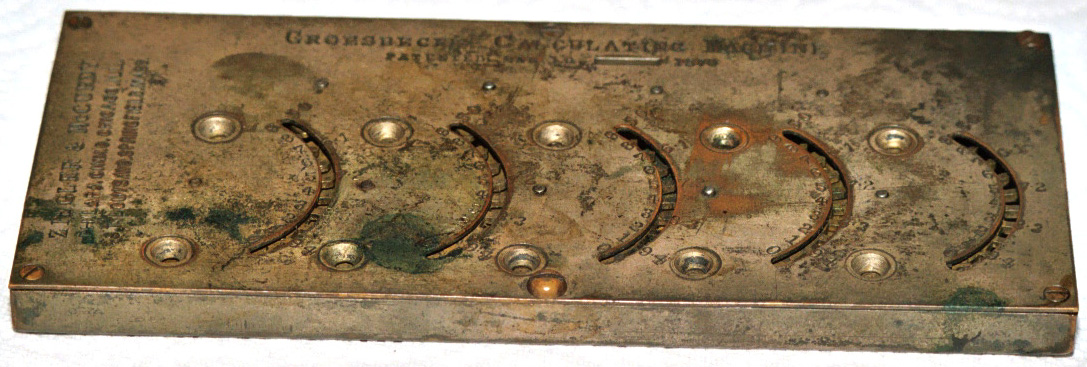
Vieja máquina de sumar. El funcionamiento es como el odómetro de un carro.

Una máquina de sumar es un tipo de calculadora, generalmente especializada para los cálculos de contabilidad. En la mayoría de países del mundo, las máquinas sumadoras solían ser  muy viejas generalmente fueron construidas para leer en dólares y céntimos.

## Operación
Las máquinas sumadoras requerían que el usuario tirase de una manivela para sumar números. Los números eran entrados al presionar teclas en un teclado numérico grande: por ejemplo, la cantidad $30,72 era entrada usando las teclas que correspondían a "$30", "70¢", y "2¢", y después se tiraba de la manivela. La sustracción era imposible, excepto agregando el complemento de un número; es decir: la mayor cantidad que podía admitir más 0,01 menos la cantidad a restar, lo que provocaría un rebosamiento si las cantidades positivas eran mayores que las negativas. Por ejemplo, en una máquina de ocho dígitos, para restar $2,50 se sumaba $999.997,50 (999.997,50 = 1.000.000,00 - 2,50). Así, (1.542,25 + 736,95 - 1.084,32) ---> (1542,25 + 736,95 + 998.915,68) = 1.194,88.
Una máquina sumadora posterior, llamada el comptometer, no requirió que una manivela fuera tirada para sumar. Los números eran entrados simplemente presionando teclas. Así, la máquina era manejada solo por la energía de los dedos.
Algunas máquinas sumadoras eran electromecánicas, de viejo estilo, pero manejadas por energía eléctrica.
Algunas máquinas de "diez teclas" tenían la entrada de números como en una calculadora moderna, 30,72 era entrado como "3", "0", "7", "2". Estas máquinas podrían restar tanto como sumar. Algunas podían multiplicar y dividir, aunque incluir estas operaciones hizo la máquina más compleja.
Las máquinas sumadoras modernas son como las calculadoras simples, aunque tienen a menudo un diferente sistema de entrada.
| Para calcular esto:         | Escriba esto en la máquina de sumar:    |
| 2+17+5=?                    | 2 + 17 + 5 + T                          |
| 19-7=?                      | 19 + 7 - T                              |
| 38-24+10=?                  | 38 + 24 - 10 + T                        |
| 7×6=?                       | 7 × 6 =                                 |
| 18/3=?                      | 18 ÷ 3 =                                |
| (1,99×3)+(,79×8)+(4,29×6)=? | 1,99 × 3 = + ,79 × 8 = + 4,29 × 6 = + T |

Nota: Algunas veces, la máquina sumadora tendrá una tecla etiquetada * en vez de T. En este caso, substituya * por T en los ejemplos de arriba. Alternativamente, la tecla + puede totalizar continuamente en vez de las teclas * o T. A veces, la tecla + incluso se etiqueta como +/=.

## Máquina de sumar de Burroughs

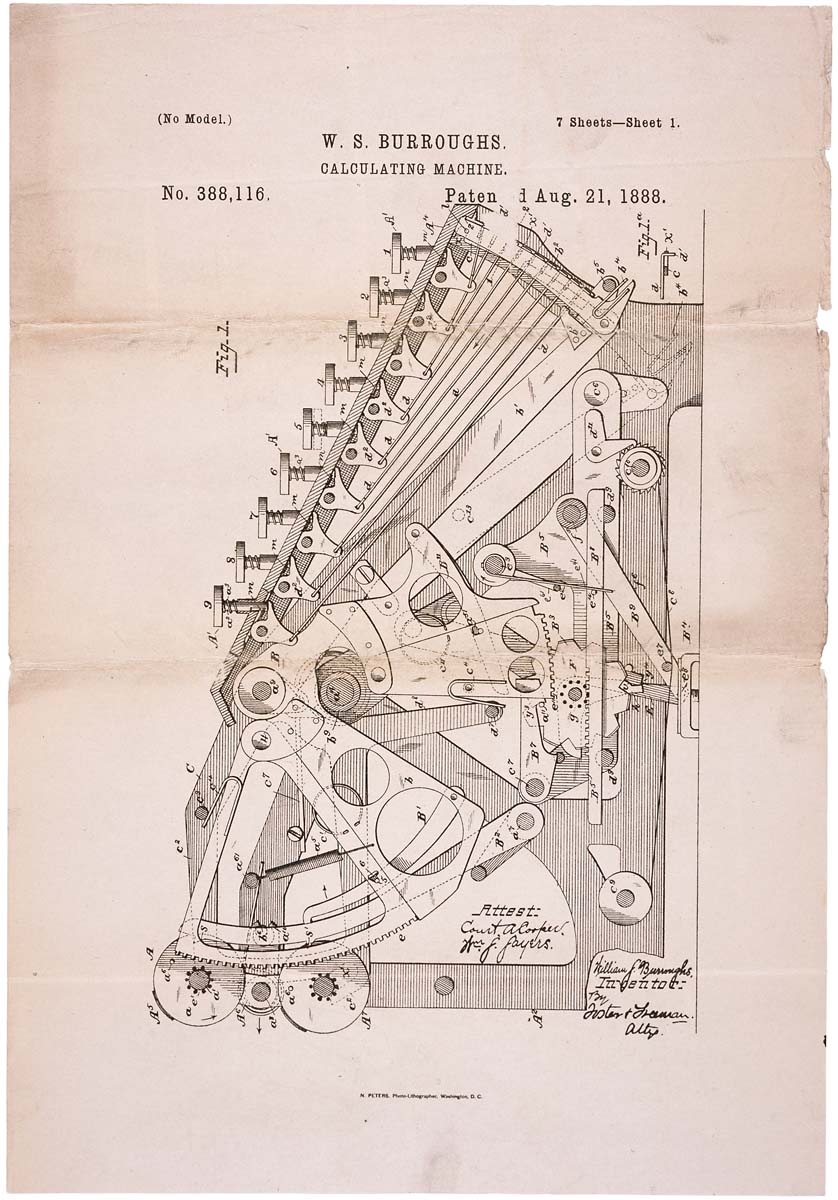
Dibujo de la patente para la máquina calculadora de Burroughs, 1888.

William Seward Burroughs recibió una patente para su máquina sumadora el 21 de agosto de 1888. La Burroughs Adding Machine Company evolucionó para producir máquinas electrónicas de facturación y mainframes, y eventualmente se fusionó con Sperry Corporation para formar Unisys. El nieto del inventor de la máquina sumadora, William S. Burroughs, fue un escritor perteneciente a la generación Beat (conocido mejor por su novela Naked Lunch).